# Técnico Superior
Técnico superior es aquella persona que, tras haber cursado los estudios correspondientes de Bachillerato, Técnico o prueba de acceso a Técnico Superior, obtiene una titulación de Formación Profesional (FP) de Grado Superior y se encuentra formado para ejercer el desarrollo de su profesión o carrera, el cual consta de cursos que se completan en un tiempo de entre dos y tres años.
Esta formación entra en la educación superior, como la universitaria y los estudios superiores artísticos (LOMCE). La palabra Tecnicatura se utiliza en Argentina para referirse a un grado académico vinculado a estudios de tipo técnico. Se trata de una formación terciaria (superior), pero no universitaria.

## Sistema educativo en España
El sistema educativo de España alberga en su estructura la educación superior, entre las que se encuentra la FP de Grado Superior junto con la enseñanza universitaria. Esta educación se corresponde al nivel 1 de los estudios de Educación Superior (MECES), siendo estudios superiores al Bachillerato (estudios de secundaria) y anteriores al Grado universitario (nivel 2 MECES).  Los alumnos que superen las enseñanzas de formación profesional de grado superior recibirán el título de Técnico Superior de la correspondiente profesión. El título de Técnico Superior permitirá el acceso directo a las modalidades de estudios de Grado universitario que así lo permitan.
Existen 92 grados superiores oficiales ordenados en 26 familias profesionales.
Tabla de títulos oficiales en España de Ley Orgánica de Educación (LOE) por familias.
| Familia                                    | Titulación                                                                                 |
| ------------------------------------------ | ------------------------------------------------------------------------------------------ |
| ACTIVIDADES FÍSICAS Y DEPORTIVAS           | Técnico Superior en Acondicionamiento Físico                                               |
| ACTIVIDADES FÍSICAS Y DEPORTIVAS           | Técnico Superior en Enseñanza y Animación Sociodeportiva                                   |
| ADMINISTRACIÓN Y GESTIÓN                   | Técnico Superior en Administración y Finanzas                                              |
| ADMINISTRACIÓN Y GESTIÓN                   | Técnico Superior en Asistencia a la Dirección                                              |
| AGRARIA                                    | Técnico Superior en Ganadería y Asistencia en Sanidad Animal                               |
| AGRARIA                                    | Técnico Superior en Gestión Forestal y del Medio Natural                                   |
| AGRARIA                                    | Técnico Superior en Paisajismo y Medio Rural                                               |
| ARTES GRÁFICAS                             | Técnico Superior en Diseño y Edición de Publicaciones Impresas y Multimedia                |
| ARTES GRÁFICAS                             | Técnico Superior en Diseño y Gestión de la Producción Gráfica                              |
| ARTES Y ARTESANÍAS                         | Técnico Superior Artista Fallero y Construcción de Escenografías                           |
| COMERCIO Y MARKETING                       | Técnico Superior en Comercio Internacional                                                 |
| COMERCIO Y MARKETING                       | Técnico Superior en Gestión de Ventas y Espacios Comerciales                               |
| COMERCIO Y MARKETING                       | Técnico Superior en Marketing y Publicidad                                                 |
| COMERCIO Y MARKETING                       | Técnico Superior en Transporte y Logística                                                 |
| EDIFICACIÓN Y OBRA CIVIL                   | Técnico Superior en Organización y Control de Obras de Construcción                        |
| EDIFICACIÓN Y OBRA CIVIL                   | Técnico Superior en Proyectos de Edificación                                               |
| EDIFICACIÓN Y OBRA CIVIL                   | Técnico Superior en Proyectos de Obra Civil                                                |
| ELECTRICIDAD Y ELECTRÓNICA                 | Técnico Superior en Automatización y Robótica Industrial                                   |
| ELECTRICIDAD Y ELECTRÓNICA                 | Técnico Superior en Electromedicina Clínica                                                |
| ELECTRICIDAD Y ELECTRÓNICA                 | Técnico Superior en Mantenimiento Electrónico                                              |
| ELECTRICIDAD Y ELECTRÓNICA                 | Técnico Superior en Sistemas Electrotécnicos y Automatizados                               |
| ELECTRICIDAD Y ELECTRÓNICA                 | Técnico Superior en Sistemas de Telecomunicaciones e Informáticos                          |
| ENERGÍA Y AGUA                             | Técnico Superior en Centrales Eléctricas                                                   |
| ENERGÍA Y AGUA                             | Técnico Superior en Eficiencia Energética y Energía Solar Térmica                          |
| ENERGÍA Y AGUA                             | Técnico Superior en Energías Renovables                                                    |
| ENERGÍA Y AGUA                             | Técnico Superior en Gestión del Agua                                                       |
| FABRICACIÓN MECÁNICA                       | Técnico Superior en Construcciones Metálicas                                               |
| FABRICACIÓN MECÁNICA                       | Técnico Superior en Diseño en Fabricación Mecánica                                         |
| FABRICACIÓN MECÁNICA                       | Técnico Superior en Programación de la Producción en Fabricación Mecánica                  |
| FABRICACIÓN MECÁNICA                       | Técnico Superior en Programación de la Producción en Moldeo de Metales y Polímeros         |
| FABRICACIÓN MECÁNICA                       | Técnico Superior en Óptica de Anteojería (título LOGSE)                                    |
| HOSTELERÍA Y TURISMO                       | Técnico Superior en Agencias de Viajes y Gestión de Eventos                                |
| HOSTELERÍA Y TURISMO                       | Técnico Superior en Dirección de Cocina                                                    |
| HOSTELERÍA Y TURISMO                       | Técnico Superior en Dirección de Servicios de Restauración                                 |
| HOSTELERÍA Y TURISMO                       | Técnico Superior en Gestión de Alojamientos Turísticos                                     |
| HOSTELERÍA Y TURISMO                       | Técnico Superior en Guía, Información y Asistencias Turísticas                             |
| IMAGEN PERSONAL                            | Técnico Superior en Asesoría de Imagen Personal y Corporativa                              |
| IMAGEN PERSONAL                            | Técnico Superior en Caracterización y Maquillaje Profesional                               |
| IMAGEN PERSONAL                            | Técnico Superior en Estilismo y Dirección de Peluquería                                    |
| IMAGEN PERSONAL                            | Técnico Superior en Estética Integral y Bienestar                                          |
| IMAGEN PERSONAL                            | Técnico Superior en Termalismo y Bienestar                                                 |
| IMAGEN Y SONIDO                            | Técnico Superior en Animaciones 3D, Juegos y Entornos Interactivos                         |
| IMAGEN Y SONIDO                            | Técnico Superior en Iluminación, Captación y Tratamiento de Imagen                         |
| IMAGEN Y SONIDO                            | Técnico Superior en Producción de Audiovisuales y Espectáculos                             |
| IMAGEN Y SONIDO                            | Técnico Superior en Realización de Proyectos Audiovisuales y Espectáculos                  |
| IMAGEN Y SONIDO                            | Técnico Superior en Sonido para Audiovisuales y Espectáculos                               |
| INDUSTRIAS ALIMENTARIAS                    | Técnico Superior en Procesos y Calidad en la Industria Alimentaria                         |
| INDUSTRIAS ALIMENTARIAS                    | Técnico Superior en Vitivinicultura                                                        |
| INFORMÁTICA Y COMUNICACIONES               | Técnico Superior en Administración de Sistemas Informáticos en Red                         |
| INFORMÁTICA Y COMUNICACIONES               | Técnico Superior en Desarrollo de Aplicaciones Multiplataforma                             |
| INFORMÁTICA Y COMUNICACIONES               | Técnico Superior en Desarrollo de Aplicaciones Web                                         |
| INSTALACIÓN Y MANTENIMIENTO                | Técnico Superior en Desarrollo de Proyectos de Instalaciones Térmicas y de Fluidos         |
| INSTALACIÓN Y MANTENIMIENTO                | Técnico Superior en Mantenimiento de Instalaciones Térmicas y de Fluidos                   |
| INSTALACIÓN Y MANTENIMIENTO                | Técnico Superior en Mecatrónica Industrial                                                 |
| MADERA, MUEBLE Y CORCHO                    | Técnico Superior en Diseño y Amueblamiento                                                 |
| MARÍTIMO-PESQUERA                          | Técnico Superior en Acuicultura                                                            |
| MARÍTIMO-PESQUERA                          | Técnico Superior en Organización del Mantenimiento de Maquinaria de Buques y Embarcaciones |
| MARÍTIMO-PESQUERA                          | Técnico Superior en Transporte Marítimo y Pesca de Altura                                  |
| QUÍMICA                                    | Técnico Superior en Fabricación de Productos Farmacéuticos, Biotecnológicos y Afines       |
| QUÍMICA                                    | Técnico Superior en Laboratorio de Análisis y de Control de Calidad                        |
| QUÍMICA                                    | Técnico Superior en Química Industrial                                                     |
| SANIDAD                                    | Técnico Superior en Anatomía Patológica y Citodiagnóstico                                  |
| SANIDAD                                    | Técnico Superior en Audiología Protésica                                                   |
| SANIDAD                                    | Técnico Superior en Documentación y Administración Sanitarias                              |
| SANIDAD                                    | Técnico Superior en Higiene Bucodental                                                     |
| SANIDAD                                    | Técnico Superior en Imagen para el Diagnóstico y Medicina Nuclear                          |
| SANIDAD                                    | Técnico Superior en Laboratorio Clínico y Biomédico                                        |
| SANIDAD                                    | Técnico Superior en Ortoprótesis y Productos de Apoyo                                      |
| SANIDAD                                    | Técnico Superior en Prótesis Dentales                                                      |
| SANIDAD                                    | Técnico Superior en Radioterapia y Dosimetría                                              |
| SANIDAD                                    | Técnico Superior en Dietética (título LOGSE)                                               |
| SEGURIDAD Y MEDIO AMBIENTE                 | Técnico Superior en Coordinación de Emergencias y Protección Civil                         |
| SEGURIDAD Y MEDIO AMBIENTE                 | Técnico Superior en Educación y Control Ambiental                                          |
| SEGURIDAD Y MEDIO AMBIENTE                 | Técnico Superior en Química y Salud Ambiental                                              |
| SEGURIDAD Y MEDIO AMBIENTE                 | Técnico Superior en Prevención de Riesgos Profesionales (título LOGSE)                     |
| SERVICIOS SOCIOCULTURALES Y A LA COMUNIDAD | Técnico Superior en Animación Sociocultural y Turística                                    |
| SERVICIOS SOCIOCULTURALES Y A LA COMUNIDAD | Técnico Superior en Educación Infantil                                                     |
| SERVICIOS SOCIOCULTURALES Y A LA COMUNIDAD | Técnico Superior en Formación para la Movilidad Segura y Sostenible                        |
| SERVICIOS SOCIOCULTURALES Y A LA COMUNIDAD | Técnico Superior en Integración Social                                                     |
| SERVICIOS SOCIOCULTURALES Y A LA COMUNIDAD | Técnico Superior en Mediación Comunicativa                                                 |
| SERVICIOS SOCIOCULTURALES Y A LA COMUNIDAD | Técnico Superior en Promoción de Igualdad de Género                                        |
| TÉXTIL, CONFECCIÓN Y PIEL                  | Técnico Superior en Diseño Técnico en Textil y Piel                                        |
| TÉXTIL, CONFECCIÓN Y PIEL                  | Técnico Superior en Diseño y Producción de Calzado y Complementos                          |
| TÉXTIL, CONFECCIÓN Y PIEL                  | Técnico Superior en Patronaje y Moda                                                       |
| TÉXTIL, CONFECCIÓN Y PIEL                  | Técnico Superior en Vestuario a Medida y de Espectáculos                                   |
| TRANSPORTE Y MANTENIMIENTO DE VEHÍCULOS    | Técnico Superior en Automoción                                                             |
| TRANSPORTE Y MANTENIMIENTO DE VEHÍCULOS    | Técnico Superior en Mantenimiento Aeromecánico de Aviones con Motor de Turbina             |
| TRANSPORTE Y MANTENIMIENTO DE VEHÍCULOS    | Técnico Superior en Mantenimiento Aeromecánico de Helicópteros con Motor de Turbina        |
| TRANSPORTE Y MANTENIMIENTO DE VEHÍCULOS    | Técnico Superior en Mantenimiento de Sistemas Electrónicos y Aviónicos de Aeronaves        |
| VIDRIO Y CERÁMICA                          | Técnico Superior en Desarrollo y Fabricación de Productos Cerámicos                        |